# Дилювиальные бермы
Дилювиальные бермы — генетический макроаналог валунно-глыбовых валов и кос («булыжных мостовых» крупных современных рек). Формируются катастрофическими (дилювиальными) суперпотоками из прорвавшихся гигантских ледниково-подпрудных озер. 

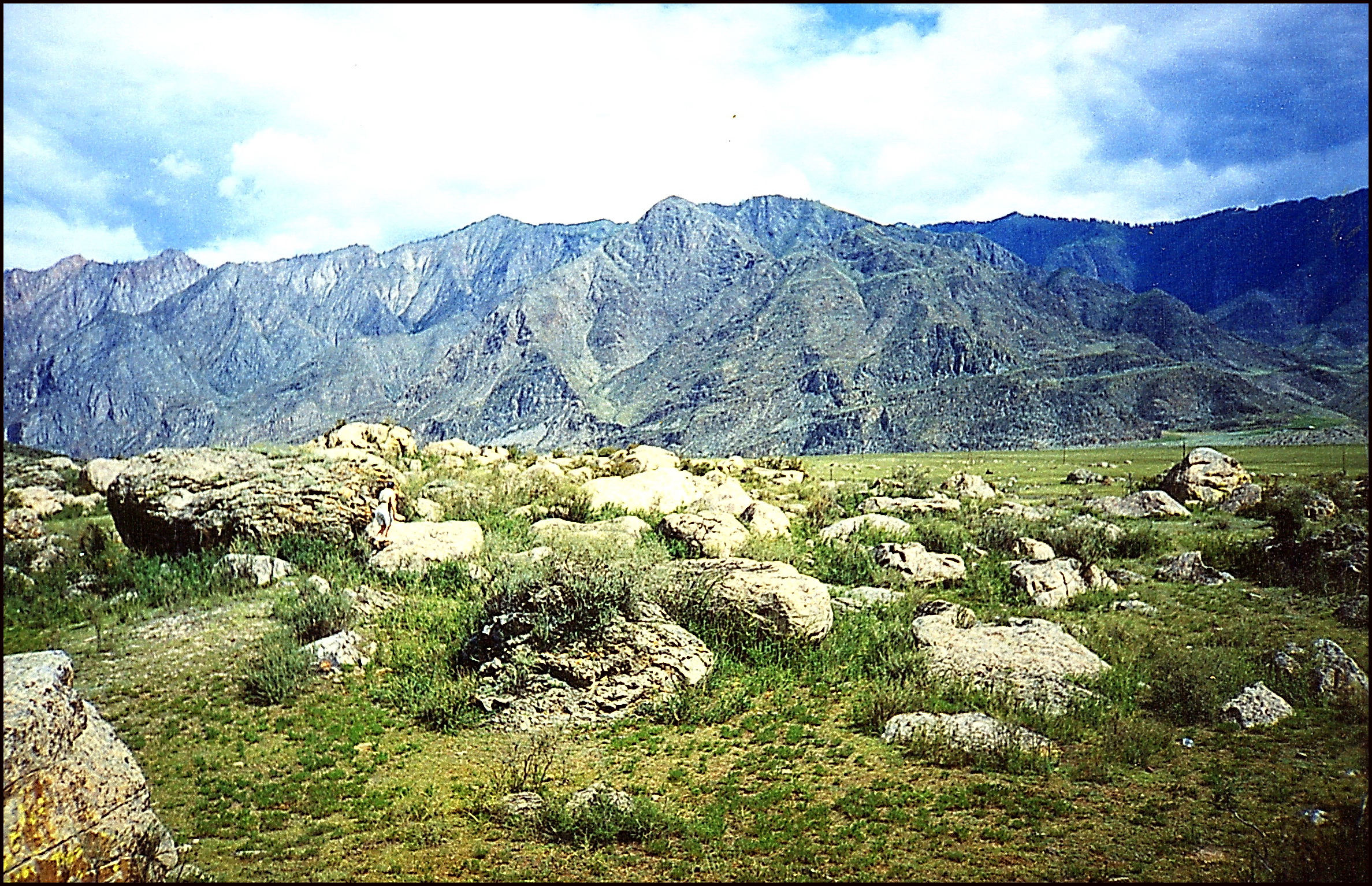
Дилювиальная берма («Каменный сад») на левом берегу р. Катунь между селами Малый Яломан и Иня. Возраст поверхности дилювиальных глыб — около 15 тысяч лет

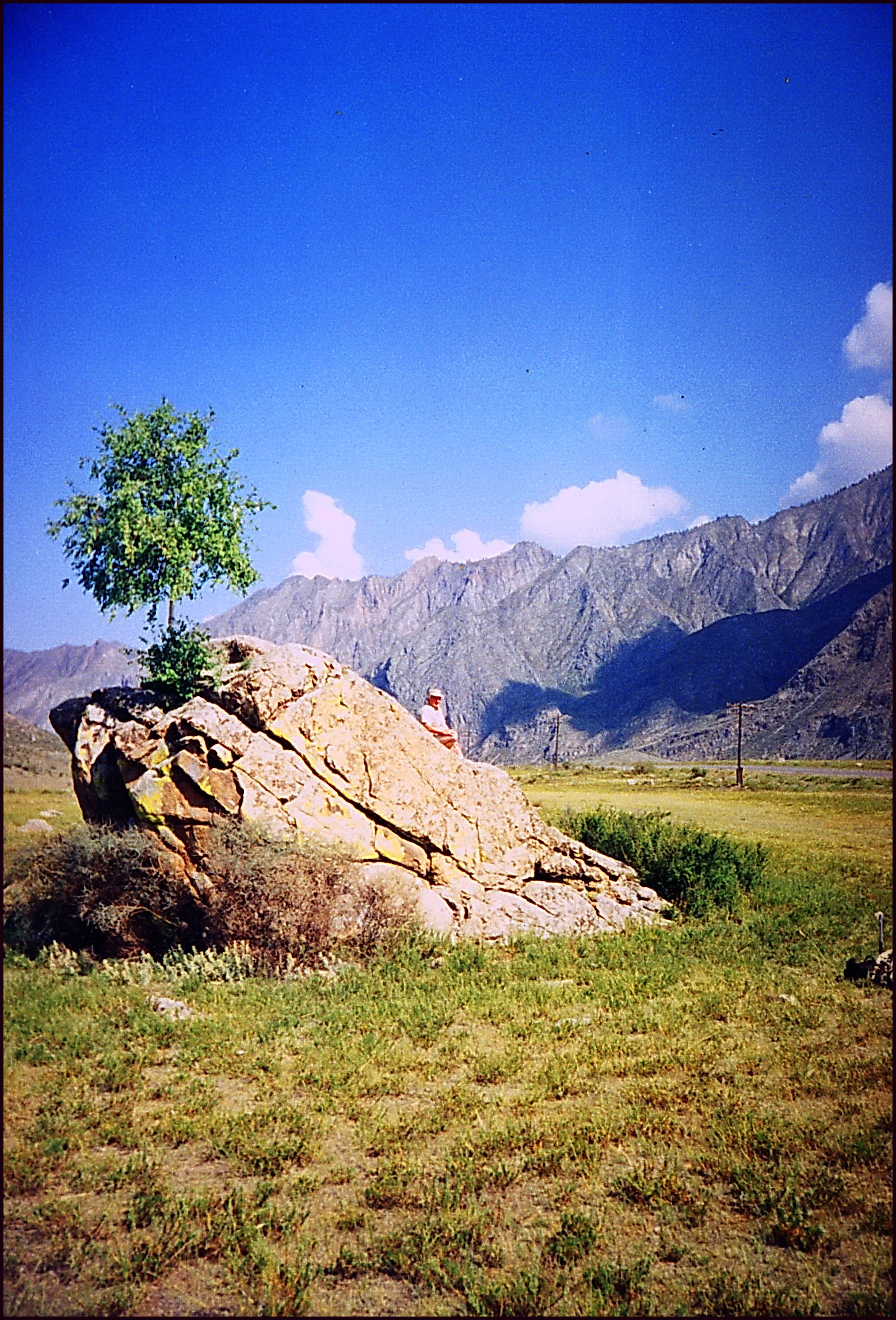
Одна из дилювиальных глыб катунской бермы. Фото А. Н. Рудого

На Алтае самым известным их местонахождением является длинный вал, бронированный неокатанными глыбами различного, но не только местного, петрографического состава. Слабая окатанность, или полное её отсутствие является одним из главных отличительных признаков дилювиальной эрратики от ледниковой.
Описываемый вал начинается у подножья «высокой» дилювиальной террасы левого берега р. Катуни ниже пос. Иня и пересекает долину под острым углом. Шириной в проксимальной части в 110 м, вал имеет здесь максимальное превышение над поверхностью террасы около 4 м. Далее, вниз по долине, его высота снижается. Сами обломки, разубоживаясь, образуют ухвостье.
Самые крупные глыбы, залегающие на поверхности вала, имеют диаметр до 14 м по длинным осям, обычны глыбы 2—3 м длиной. Глыбы почти не утоплены в мелкозёме, сам вал отчетливой вытянутой ложбиной отделяется в головной части от тыльного шва террасы.
По мере расширения вала в виде шлейфа вниз по течению Катуни его поверхность фуркирует на несколько более мелких гряд, вытянутых согласно общему простиранию долины. Граничное с «высокой террасой» углубление периодические слабо заболачивается и покрыто кустарником крыжовника и барбариса.
Поскольку обсуждаемое скопление грубообломочного материала находится в одном из самых посещаемых мест Алтая (поле глыб пересекает Чуйский тракт), все исследователи так или иначе делали попытки объяснить его происхождение.

## Гипотезы происхождения дилювиальных берм
По различным версиям, развалы глыб вдоль Чуйского тракта — это гигантский селевой выброс: перлювий по конечной морене; перлювий по отложениям «высоких террас» и т. п. Последним, не очень понятным, но интуитивно близким к действительности, было объяснение В. В. Бутвиловского, который писал, что глыбовые скопления в долине Катуни — это «глыбовые шлейфы для низких уровней ложа, а для уровней гигантских валов они являются глыбами аккумуляции в зонах эрозионной тени, выброшенными из взвесенесущего потока и затем перемытые и перлювиально сконцентированные в отмостке на спаде паводка»
Удачнее определил генезис развала глыб в долине р. Катуни Г. Я. Барышников. Он установил, что кроме указанного участка такие скопления почти не прерываясь, переходят с одного берега р. Катунь на другой вплоть до пос. Чемал. Глыбовые скопления, по мнению этого исследователя, фиксируют наибольшие скорости транспортировки обломочного материала по долине потоком, который, правда, Г. Я . Барышников называет «грязе-каменным селем».
В специальных работах специалистов по русловым процессам механизм образования прибрежных крупнообломочных валов и бичевников, а также осерёдков и мелководных перекатов, подробно изучен и описан (труды А. А. Чистякова, Р. С. Чалова, Н. И. Макавеева и др.)

## Происхождение и механизм образования дилювиальных берм
Мгновенные скорости в условиях турбулентных потоков существенно отличаются от средних (до 40 %). При этих импульсах скоростей потоки приобретают способность к массовому переносу самого грубого материала, который в итоге начинает осаждаться в виде протяженных валов в расширениях долин или ниже их наподобие побочней. Наблюдения Р. В. Лодиной и Р. С. Чалова на больших реках Сибири с полугорным режимом показали весьма высокую скорость перемещения прибрежных гряд вниз по течению: 3—4 м/год.
При нормализации течения в русловой тени самых крупных глыб в вале образуются водоворотные углубления, которые заполнены сейчас суглинками и супесями. Эти углубления окружают глыбы мелкими, серповидными в плане, понижениями, которые направлены вниз согласно течению палеопотока. В некоторых случаях в катунской берме наблюдается обратная картина: непосредственно перед крупными глыбами потоками вымыты небольшие дугообразные депрессии, направленные выпуклыми частями вверх по течению. В этом случае в дистальной части обломков намыты небольшие валики.
Определённую роль в сдвиге валунов играет вымывание из-под них мелких частиц. Этому же также способствуют и вихревые движения воды, формирующиеся вокруг обломков.
Дилювиальные бермы располагаются на поверхности многих террас как дилювиального, так и речного происхождения.
При их относительной древности (от 7 до 15 тыс. лет по TL- и 10Ве-методам определения абсолютного возраста) и размытости их действительно можно принять за перлювий по основно́й морене, как и наоборот, последние идентифицировать как бермы (что и произошло для ряда участков в бассейне) Башкауса у В. В. Бутвиловского (1993). Помимо самостоятельного научного интереса, который представляют дилювиальные бермы, весьма важными являются заключения о том, что скорости потоков, в которых образуются эти формы, почти в полтора раза могут превышать скорости дилювиальных потоков на стрежне.
Дилювиальные бермы «укладываются» в набор типов и форм дилювиального морфолитокомлекса, являются одним из звеньев горных (и возможно, равнинных) скэблендов и входят в пространство интересов четвертичной гляциогидрологии. Собственно термин «дилювиальные бермы» принадлежит российскому геоморфологу и гляциологу А. Н. Рудому, автору теории дилювиального морфолитогенеза. Термин и понятие приводятся уже и в учебниках для классических университетов по смежным специальностям (например,).
В англоязычной литературе для современных валунных кос и валов можно встретить термин «boulder berm». Термин «дилювиальная берма» в определении А. Н. Рудого широко применяется и в России для общего обозначения описанных образований, во всяком случае до тех пор, пока морфологическая и генетическая классификация этих форм в аспекте дилювиальной теории не будет разработана подробнее.